# توماس لونش (لاعب كرة قاعدة)
توماس لونش (بالإنجليزية: Thomas Lynch)‏ هو لاعب كرة قاعدة أمريكي، ولد في 1863 في بيرو في الولايات المتحدة، وتوفي بنفس المكان في 13 مايو 1903.

## وصلات خارجية
- توماس لونش على موقعبيزبول رفرنس.كوم (الدوري الرئيسي) (الإنجليزية)